# Hieronymus Hofer

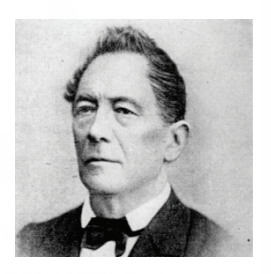
Hieronymus Hofer

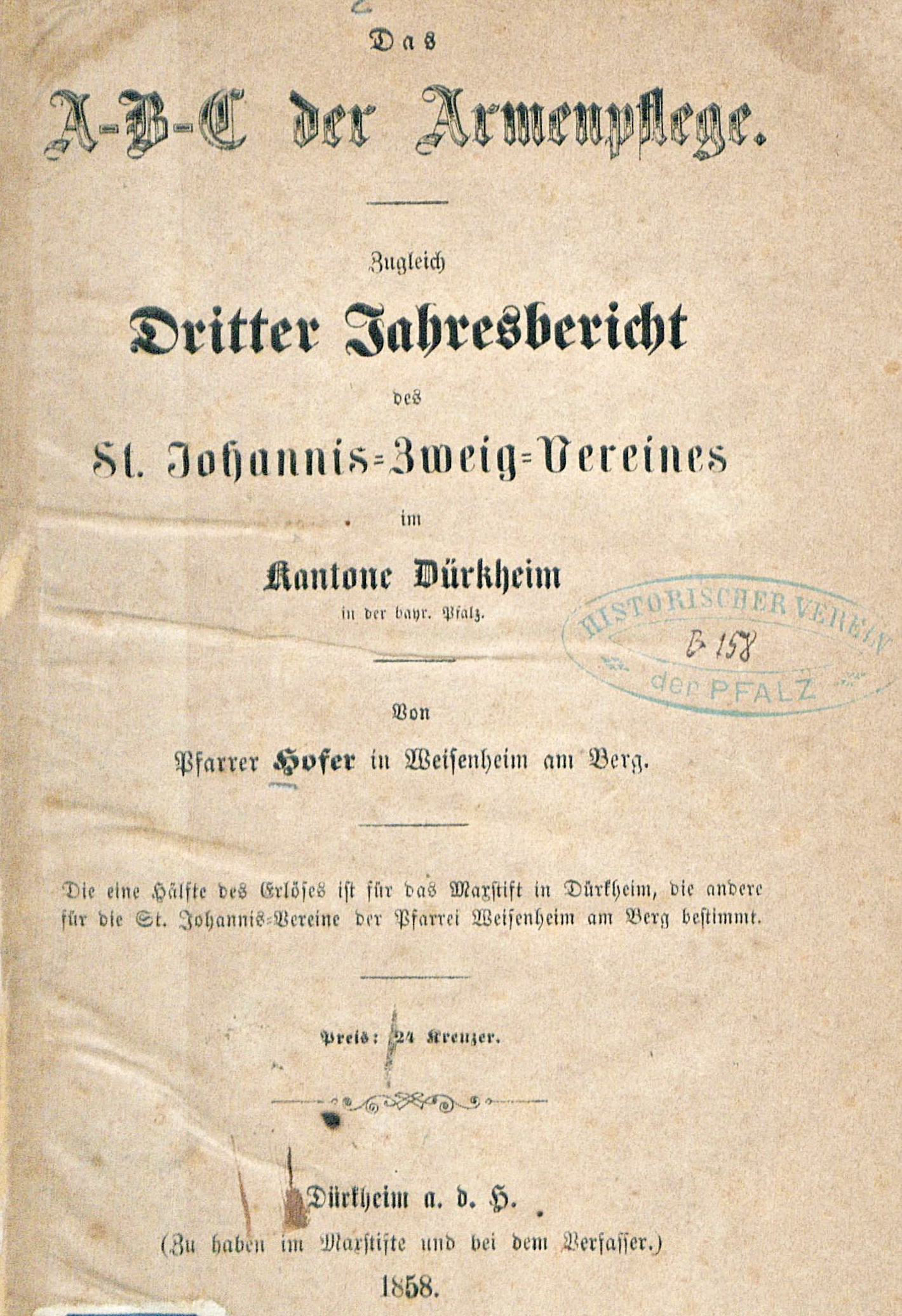
„A B C der Armenpflege“, 1858

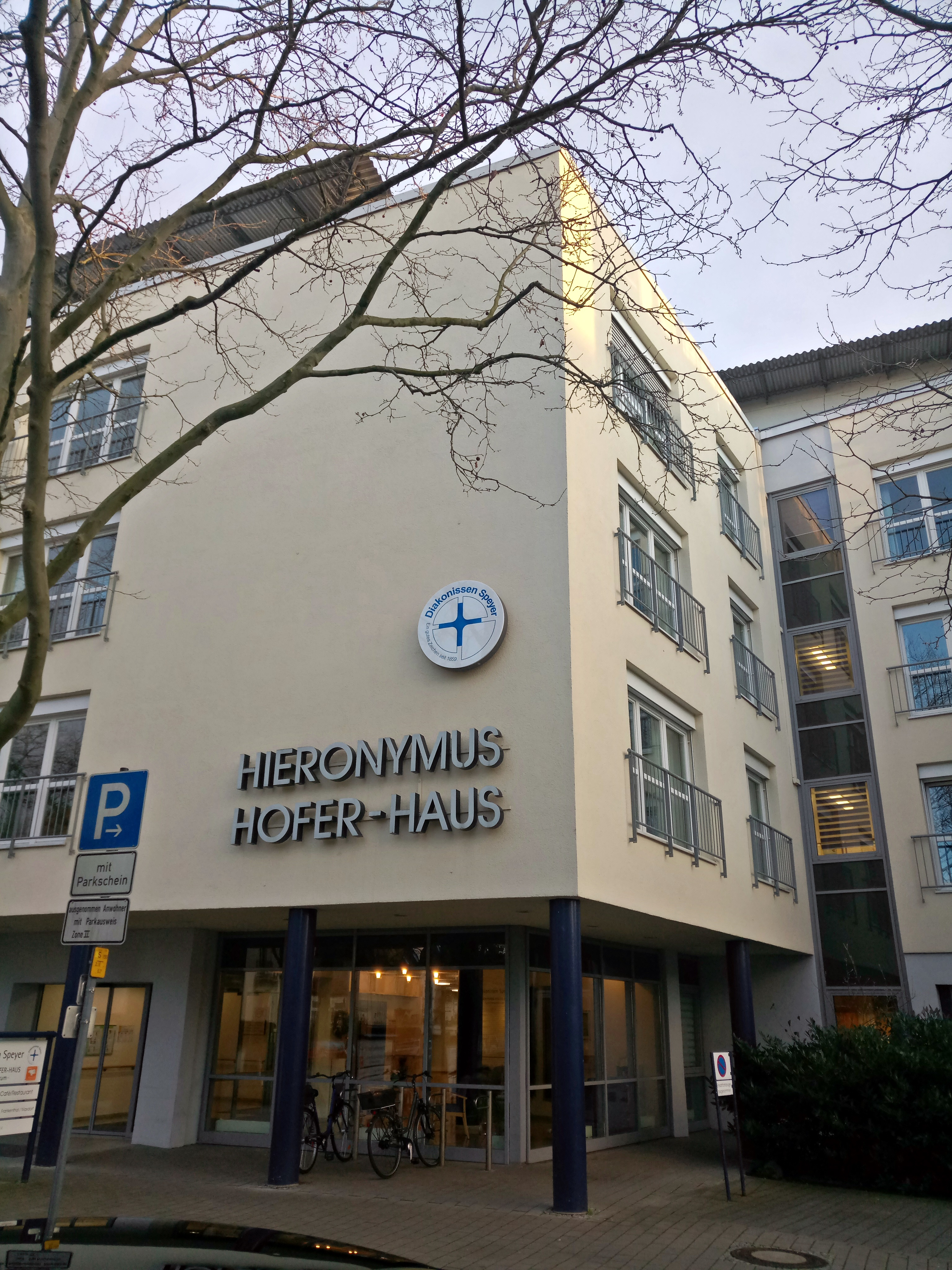
Hieronymus-Hofer-Haus Frankenthal

Georg Hieronymus Hofer (* 6. April 1815 in Grünstadt; † 29. Januar 1890 in Speyer) war ein deutscher evangelischer Pfarrer und Sozialreformer.

## Leben
Geboren als Sohn des Grünstadter Schneiders Melchior Hofer und seiner Frau Katharina geb. Baltz besuchte er zunächst das Progymnasium seiner Vaterstadt. Von 1833 bis 1837 studierte Hofer Theologie an den Universitäten Erlangen und Utrecht. Dann trat er in den Dienst der Evangelischen Kirche der Pfalz. Er wurde Vikar in Mimbach und Odenbach, 1840–1844 Studienlehrer in Bad Bergzabern. Von  1844 bis 1859 amtierte Hieronymus Hofer als Pfarrer von Weisenheim am Berg, 1859 bis 1870 von Edenkoben und 1870 bis 1888 als Pfarrer und Dekan von Frankenthal. 1888 ging er in Pension und zog nach Speyer, wo er zwei Jahre später starb. Mehrere seiner theologischen Abhandlungen erschienen im Druck.
Hofer war seit 1841 in erster Ehe verheiratet mit Juliane Luise Ernestine Heintz (1815–1847), Tochter des Oberkonsistorialrats und protestantischen Münchner Hofpredigers Philipp Casimir Heintz sowie  Schwester des späteren bayerischen Justizministers Carl Friedrich von Heintz. Das Paar bekam vier Kinder, die bei oder kurz nach der Geburt starben.
Am 1. Weihnachtstag 1853 gründete sich auf Initiative von König Max II. in München der überkonfessionelle St. Johannisverein für freiwillige Armenpflege in Bayern. Damit nahm sich der Monarch dieses Anliegens tatkräftig an, gab ihm eine Organisation auf halbstaatlicher Basis und verschaffte ihm öffentliche Aufmerksamkeit. Innerhalb von nur sechs Jahren folgten landesweit 634 Zweigvereine mit 88.000 Mitgliedern.
1855 entstand ein St. Johannis-Zweigverein für den Kanton Dürkheim, in der bayerischen Rheinpfalz. Pfarrer Hieronymus Hofer gehörte zu den Mitgründern und ersten Aktivisten dieses Vereins, er leitete auch dessen Generalversammlungen. In seiner damaligen Gemeinde Weisenheim am Berg rief er 1857, trotz großer Widerstände, auch  einen Ortsverein ins Leben, 1858 eine Spar- und Hilfskasse. Zur 3. Jahreshauptversammlung des Kantonalvereins verfasste er 1858 die Schrift A B C der Armenpflege, welche die vielfältigen Tätigkeiten detailliert beschrieb und als Anregung für Aktivisten anderer Landesteile dienen sollte, wie eine möglichst sachdienliche Arbeit geleistet werden könnte. Die Publikation wurde im linksrheinischen Bayern zur Grundlage der diesbezüglichen Tätigkeiten. Die Hilfe für Arme und Bedürftige war zeitlebens eines seiner Hauptanliegen.
In Anerkennung seiner Verdienste erhielt Pfarrer Hofer das Kreuz 1. Klasse des Verdienstordens vom Heiligen Michael.
In Frankenthal (Pfalz) trägt seit 1999 das Altenhilfezentrum Hieronymus-Hofer-Haus seinen Namen. In dessen Webauftritt heißt es u. a.: „Hieronymus Hofer zählt zu den Wegbereitern der pfälzischen Diakonie in der Mitte des 19. Jahrhunderts. Mit seiner Schrift "ABC der Armenpflege" aus dem Jahre 1858 setzte er für die Pfalz einen diakonischen Meilenstein. Sein Anliegen: Verhinderung von Armut und Bettelwesen durch Stärkung von Eigenverantwortung und Selbsthilfe der betroffenen Menschen und Koordination der Hilfeleistungen von Staat, Kirchen und Vereinen.“